# Orel in korenine
Roman Orel in korenine (angl. The eagle and the roots, 1952) je zadnje delo ameriškega pisatelja slovenskega rodu, prevajalca in politika Louisa Adamiča. Gre za avtobiografsko pripoved o emigraciji in življenju v ZDA med obema svetovnima vojnama, o njegovem obisku Jugoslavije 1949 in o vlogi Tita med drugo svetovno vojno. Roman je v slovenskem prevodu Mire Mihelič prvič izšel leta 1970.

## Vsebina
Po končani vaški šoli v Blatu se je avtor vpisal na gimnazijo v Ljubljani. S sošolcem Jankom Radino sta se priključila tajnemu dijaškemu političnemu klubu. Načrtovala sta odhod v Ameriko, a Janko  je v enem izmed bojev balkanske vojne umrl, Louis pa je bil aretiran. Leta 1913 je na željo staršev odšel v jezuitsko šolo, v kateri pa ni zdržal dolgo in se je s petnajstimi leti sam odpravil v Ameriko.
Kot ameriški vojak na zahodni fronti se je spoprijateljil s Petrom Galetom, Američana s slovenskimi koreninami. Čez devet let sta se ponovno srečala v Kaliforniji, kjer mu je Peter predal vse brošure, knjige, časnikarske posnetke o Haymarketski bombi, ki je zanimala Louisa. 
Adamič je dojemal Ameriko kot deželo presenečenj, noro, fantastično deželo z nebotičniki, transkontinentalno železnico in cestami. Begala ga je, a vseeno razsvetljevala in mu dajala različna pojasnila.
Obdobje, preživeto v San Pedru, je bilo pod močnim vplivom hrvaške izseljenske skupnosti, tam je spoznal in zaposlil hrvaško priseljenko Nežko Tanasić. Globoko se mu je vtisnila v spomin, ne toliko kot osebnost, marveč kot simbol in prikaz življenja vseh balkanskih priseljenk v Ameriki.
Ob prvi vrnitvi z ženo Stello v rodni kraj je Kranjsko opredelil kot ozemlje, ne dosti večje od velikega ranča na Zahodu ali narodnega parka v Ameriki. Očarala ga je naravna lepota dežele in preprostost ljudi. Pripovedoval je o amerikanizaciji svojega priimka Adamič v Adamic.
Med drugo svetovno vojno je podpiral narodnoosvobodilni boj in Jugoslavijo. Leta 1942 si je prizadeval ustanoviti komisijo z angleškimi, ameriškimi in ruskimi častniki, da bi šli v Jugoslavijo in prevzeli vodenje odpora. Želel je objaviti informacije o NOB, a sta ga dva urednika revij zavrnila. Državljansko vojno v Jugoslaviji je razložil kot manifestacijo napetosti med Anglijo in Ameriko na eni strani in Sovjetsko zvezo na drugi. Istega leta je bil z ženo Stello povabljen na večerjo v Belo hišo, kjer se je sestal z Rooseveltom, Churchillom in drugimi visokimi državniki. Roosevelta je opisal kot zelo pomembnega človeka, političnega genija in veliko osebnost.
Spet je obiskal domovino, kjer se je dosti spremenilo. Njegov brat Ante je storil samomor, v njihovi hiši je zdaj šola, umirajoči stric Miha mu je zameril. Krivil ga je propagande v Ameriki in poznanstva s Rooseveltom. Louis se je spraševal o vlogi Tita v svetovni politiki. Orel simbolizira Tita in njegovo samostojno politično pot, korenine pa simbolizirajo sovjetsko in zahodno ureditev sveta.

## Kritike
Malokdo povezuje to delo tudi z drugimi pomembnimi temami, kot je npr. prikaz ameriškega javnega in privatnega življenja v času brezkompromisnega pregona ameriške levice, v času ko je izbruhnila korejska vojna in ko je hladna vojna med sovjetsko zvezo in ZDA dosegla enega svojih vrhuncev. Prav tako malo posameznikov ve, da se izvirno besedilo knjige Orel in korenine temeljito ukvarja tudi z vprašanjem socioloških in etičnih posledic skoraj nedoumljivih razlik med povprečnih življenjskim standardom v razvitem in nerazvitem svetu ter z vprašanjem miru in sodelovanja med državami. 
(Žitnik, 1995:13)
Osnovna tema knjige Orel in korenine, kot je bila naposled zasnovana v rokopisu, je torej "definicija" sodobne Amerike. Na eni strani precej prepotenciran prikaz mednarodnega pomena Tita in jugoslovanske politične osamosvojitve na drugi strani.
 (Žitnik, 1995: 217)
Na eni strani so ameriški kritiki knjigi očitali, da gre za čisto titoistično in jugoslovansko propagando. Na drugi strani pa so recenzenti Adamiču priznavali izjemen občutek za prepričljiv človeški portret Tita in njegovih sodelavcev ter preprostih ljudi, ki jih je pisatelj srečeval med svojim obiskom rojstne dežele.
 (Žitnik Serafin, Pisatelj med dvema domovinama: Louis Adamič in vprašanja nacionalne, etnične in kulturne identitete)
Delo Orel in korenine pač upravičeno imenujemo roman, ne pa morda dosleden potopis, ki se prepleta z zgodovinskimi poročili. 
(Žitnik Serafin, 1990: 259)
»Ukrepi«, ki jih je Adamič predlagal jugoslovanskemu vodstvu, so bili gospodarska naslonitev na ZDA in večja odprtost med deželama v izmenjavi informacij in obveščanju javnosti.
 (Žitnik Serafin 1990: 254)
Izdali bodo tudi knjižico o Adamiču v slovenščini in angleščini s sodelovanjem ameriških in jugoslovanskih piscev. Dvomim, da bodo omenili v njej Juša Kozaka svoječasno omembo o neresničnih poročilih v knjigi My nativ land, ali pa morda kopico Adamičevih neresnic iz zadnje knjige Orel in korenine, s katerimi bi mogli postreči mnogi očividci, ki so tukaj med nami.
 (Svobodna Slovenija 1977: 2)

## Zamuda slovenskega prevoda
Janja Žitnik Serafin, slovenska strokovnjakinja za izseljenstvo in priseljevanje v Sloveniji in literarno in kulturno zgodovino je v članku Zamuda slovenske objave Orla in korenin kot enega izmed razlogov za zamudo slovenske objave zapisala: 
Zlasti zato, ker se je nekoliko razlikovala od interpretacij, kakršne so bile povsem v skladu z našo tedanjo »linijo«. Z današnjega stališča ugotavljamo, da se je Adamičeva interpretacija le za senčico razlikovala od uradne jugoslovanske razlage. Vendar je takrat še tako neznatno odstopanje od naše dogmatične razlage vojnih in povojnih faz revolucije zadoščalo za ustavitev objave odlomkov iz Orla in korenin pri nas, pa tudi za dolgoletno zamudo objave slovenske izdaje knjige.
Žitnik Serafin je v intervjujih  omenila, da je imelo celotno jugoslovansko politično vodstvo precej odklonilno stališče do dela. Zato so dolgo odlašali, preden so končno odobrili začetek resnejšega prevajanja. Na Slovenskem je z najpomembnejšimi Adamičevimi sodobniki postavila vprašanje o vzrokih za zapoznelo slovensko objavo. Marija Vilfan in akademik prof. Vladimir Dedijer sta odgovorila: 
Kriva je bila dogmatična usmerjenost našega tedanjega vodstva in pa znana »jugoslovanska malomarnost«.

## Izdaje
- Louis Adamič. The eagle and the roots. Garden City (N.Y.): Doubleday & Co., 1952. (COBISS)
- Louis Adamič. O življenju maršala Tita: iz poslednje Adamičeve knjige Orel in korenine. Ljubljana: Ljubljanski dnevnik, 1952. (COBISS)
- Louis Adamič. Orel in korenine. Prev. Mira Mihelič. Ljubljana: Državna založba Slovenije, 1970. (COBISS)
- Louis Adamič. Orel in korenine: izbrano delo Louisa Adamiča. Prev. Mira Mihelič, Stanko Leben. Ljubljana: Mladinska knjiga, 1977. (COBISS)
- Louis Adamič. Orel in korenine. Prev. Mira Mihelič. Ljubljana: Državna založba Slovenije, 1981. (COBISS)
- Louis Adamič. Orel in korenine. Prev. Mira Mihelič, Ivan Bratko. Ljubljana: Državna založba Slovenije, 1981. (COBISS)

Na Radiu Slovenija so septembra 1974 oddajali odlomek iz knjige. V časopisu Delo so maja 1973 objavili dve črtici iz knjige, in sicer Zgodbo o psu Tigru in Deček je oče moža.